# Julian Gardner
Julian Michael Gardner (Brisbane, 12 maggio 1964) è un ex rugbista a 15 e allenatore di rugby a 15 australiano, internazionale per l’Australia fino al 1988 e, dal 1992 al 1998, per l’Italia.

## Biografia
Australiano con ascendenze italiane (sua nonna era originaria di Zara), Gardner crebbe nei West Brisbane Bulldogs e tra il 1987 e il 1988 fu internazionale per l'Australia in quattro incontri, due contro l'Inghilterra, uno contro l'Argentina e uno contro la Nuova Zelanda valido per la Bledisloe Cup.
Giunto in Italia nel 1991 per giocare nel Rovigo, acquisì la cittadinanza per diritto in quanto discendente di un'italiana, e nel 1992 fu convocato dal C.T. dell'Italia Bertrand Fourcade.
Nel 1994 al Rugby Roma, l'anno successivo prese parte con la Nazionale azzurra alla Coppa del Mondo di rugby 1995 in Sudafrica.
Passato dopo il torneo al Benetton Treviso, lì vinse il suo primo scudetto italiano nel 1997, dopo avere perso due finali, la prima con il Rovigo, la seconda ancora con il Benetton.
Fece anche parte della Nazionale che si laureò campione d'Europa nella finale di Coppa FIRA 1995/97 a Grenoble, vinta battendo 40-32 la Francia, mai sconfitta dall'Italia prima di allora.
Dopo il ritiro da giocatore, si è dedicato alla carriera tecnica: ha allenato l'Australia Seven e, a seguire, la prima squadra dei Queensland Reds Academy.

## Palmarès
- Coppa FIRA : 1
Italia: 1995-97
- Campionati italiani: 1
Benetton Treviso: 1996-97